# Auriga

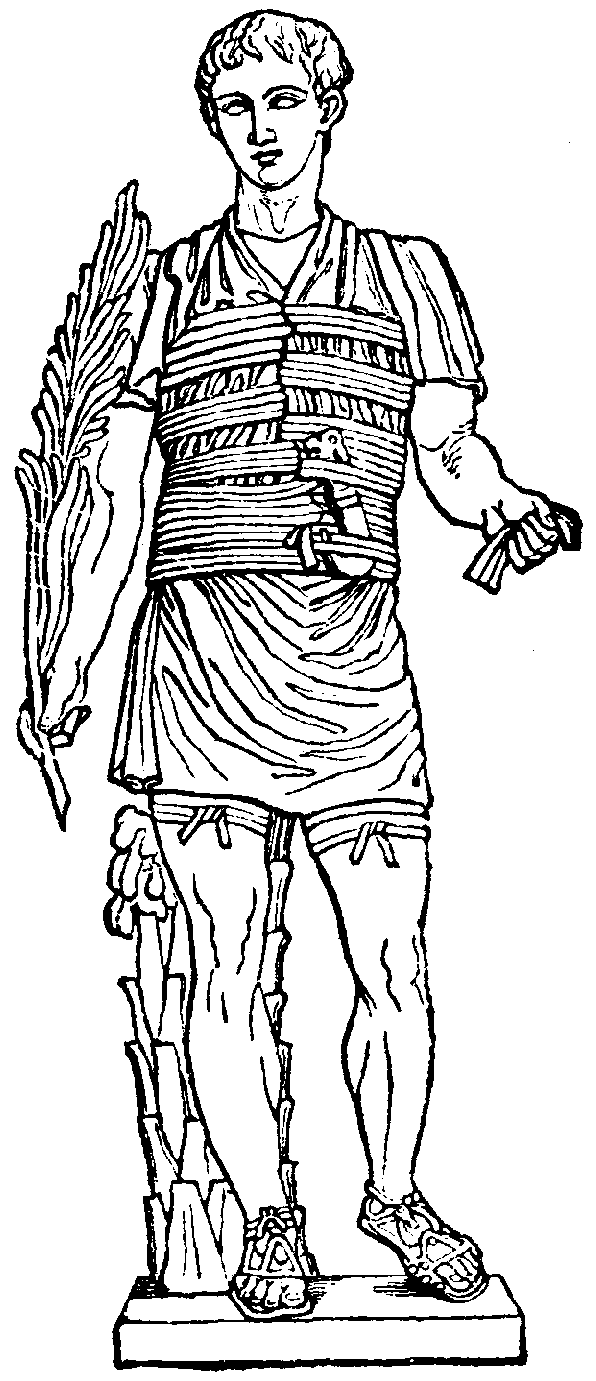
Auriga romano

Nell'antichità, l'auriga era la persona che guidava il carro da guerra oppure colui che partecipava alle corse dei carri. 
Gli aurighi da combattimento erano figure importanti nella mitologia greca. Nell'antica Grecia e nell'antica Roma invece divennero molto popolari gli aurighi che rispettivamente conducevano le corse dei carri negli agoni e quelle delle bighe nei ludi circensi.
A svolgere questa professione, soprattutto nei combattimenti, erano maschi piuttosto magri (a volte anche poco muscolosi), dotati quindi di grande agilità.

## Gli aurighi delle corse sportive

### Antica Grecia
Diversamente dagli altri atleti olimpici, gli aurighi non gareggiavano nudi, probabilmente per ragioni di sicurezza data la polvere sollevata dai cavalli in corsa e la frequenza con cui si verificavano sanguinosi incidenti. I concorrenti indossavano una veste chiamata xystis: era lunga fino alle ginocchia e legata stretta in vita con un largo cinturone. Due cinghie che si incrociavano sulla parte superiore della schiena impedivano che la xystis si gonfiasse per l'aria durante la gara. Al pari dei moderni fantini gli aurighi erano scelti per il loro peso limitato e, dato che dovevano anche essere abbastanza alti, spesso si trattava di aitanti adolescenti.
In epoca micenea l'auriga e il proprietario di carro e cavalli erano la stessa persona e quindi l'auriga vincente riceveva il premio. Ai tempi dei Giochi Panellenici invece i proprietari avevano schiavi a cui facevano condurre i carri, e il premio veniva vinto dai proprietari. Arsecila, il re di Cirene, vinse la corsa dei carri ai Giochi pitici del 462 a.C., quando un suo schiavo fu l'unico a portare a termine la gara. Nel 416 a.C. il generale ateniese Alcibiade fece partecipare alla gara sette carri di sua proprietà, che ottennero il primo, il secondo e il quarto posto. Anche Filippo II di Macedonia vinse una corsa di carri olimpica per dimostrare di non essere un barbaro ma, se si fosse cimentato egli stesso alla guida del carro, sarebbe certamente stato considerato a un livello sociale anche inferiore a quello di un barbaro.

### Roma antica

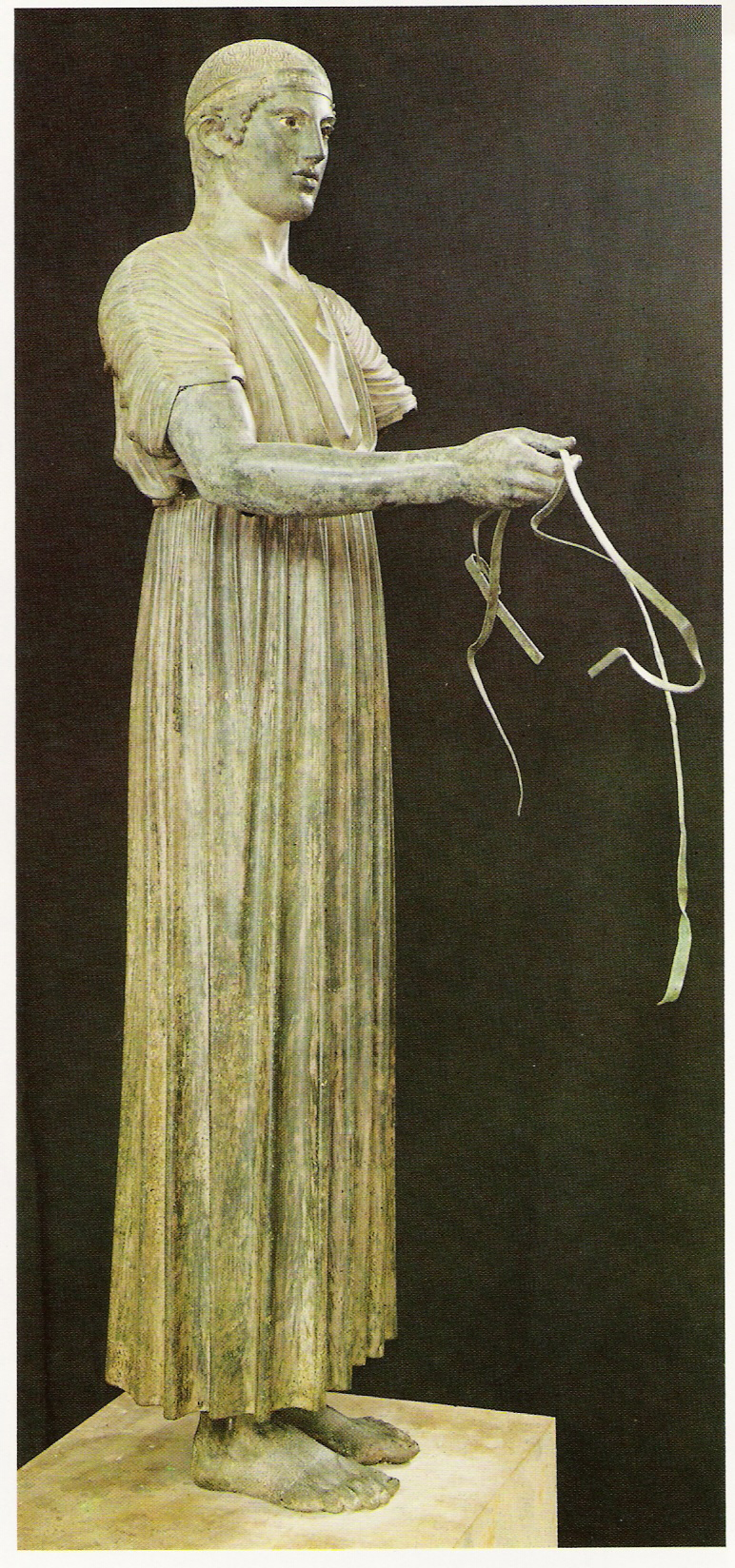
L'Auriga di Delfi

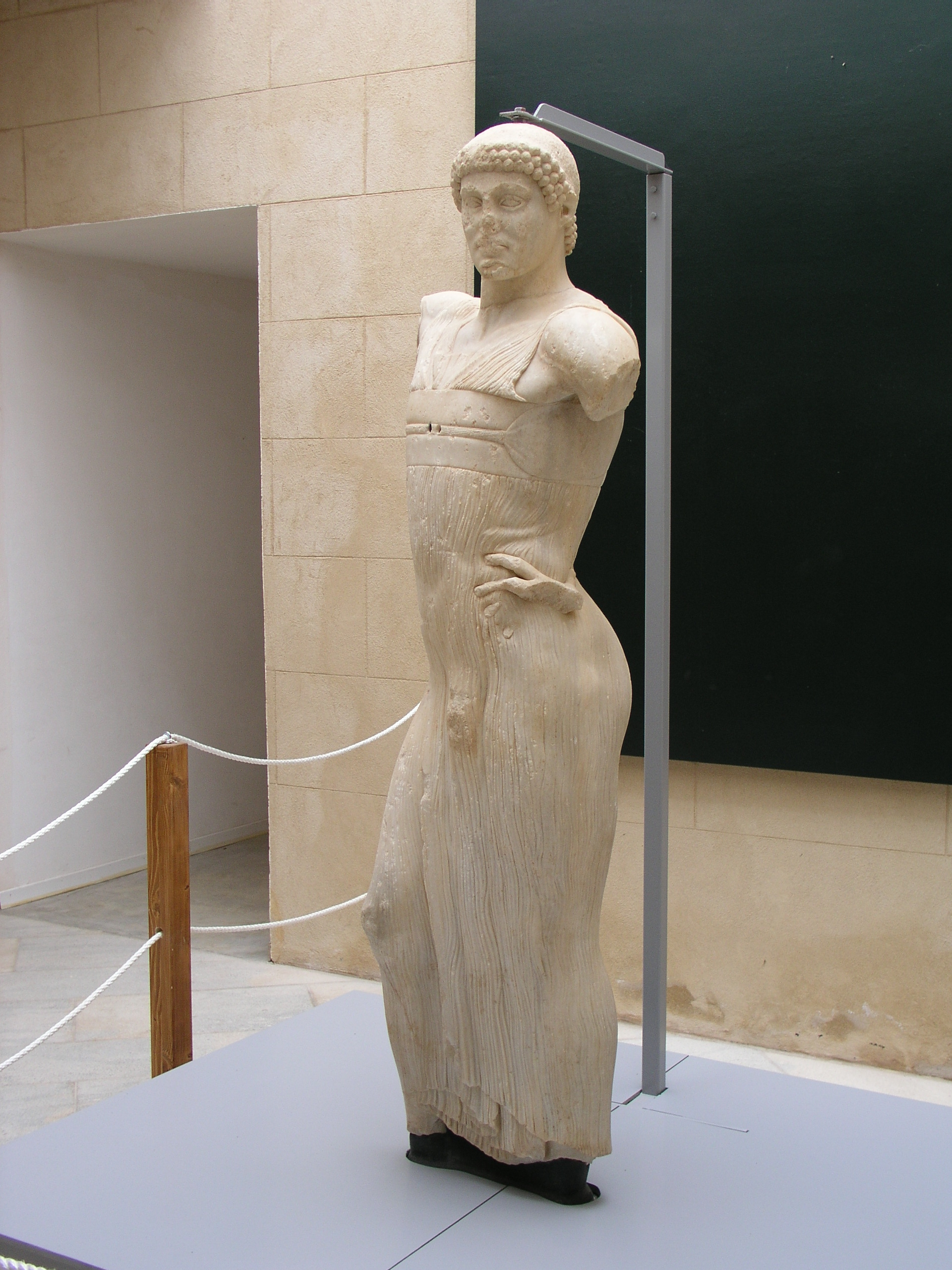
L'Auriga di Mozia

Gli aurighi romani, diversamente da quelli greci, indossavano un casco e altre protezioni per il corpo e si legavano le redini attorno alla vita, mentre i Greci le reggevano in mano. A causa di quest'ultima usanza, i Romani non potevano liberarsi in caso di incidente, finendo spesso per essere trascinati dai cavalli attorno alla pista finché non rimanevano uccisi o riuscivano a disimpegnarsi: per questo motivo portavano con sé un coltello per tagliare le redini.
Un'altra importante differenza è che erano gli aurighi stessi a essere considerati vincitori delle gare, persino nel caso che fossero giovani schiavi. Essi ricevevano in premio una corona di foglie di alloro e, probabilmente, anche del denaro; se riuscivano a vincere abbastanza corse potevano così disporre della somma sufficiente a comprarsi la libertà. Gli aurighi potevano diventare famosi in tutto l'Impero semplicemente sopravvivendo alle competizioni, dato che l'aspettativa di vita di un guidatore di carri non era molto elevata. Uno di questi aurighi celebri fu Scorpo, che vinse più di 2.000 corse prima di restare ucciso in un incidente sulla meta quando aveva appena 27 anni. 
Anche tre imperatori romani furono noti per aver gareggiato e vinto nelle corse con i carri: Tiberio, Nerone e Caligola.

## Gli aurighi da combattimento
A differenza degli aurighi atleti, i guidatori dei carri di battaglia non erano schiavi, ma giovani che accompagnavano capi militari dai quali venivano appunto scelti.

### Nell'Iliade
Omero menziona fra i Troiani e i loro alleati molti guidatori di carri, quasi tutti morti a fianco dei propri comandanti.
Celebre è il caso di Ettore che dovette cambiare auriga più di una volta: il primo, Eniopeo, fu ucciso da Diomede, il secondo, Archeptolemo, da Teucro, mentre il terzo, Cebrione, rimase vittima di Patroclo. Omero narra anche la morte di altri due figli di Priamo, Antifo e Iso, precisando che combattevano insieme sullo stesso cocchio. Entrambi vennero uccisi da Agamennone. Questi subito dopo trucidò i due figli di Antimaco: Pisandro e Ippoloco, anch'essi rispettivamente guerriero e auriga sul medesimo cocchio.
Due altre coppie di fratelli combattenti su un carro erano quella formata da Fegeo e Ideo, figli di Darete, e quella composta da Laogono e Dardano. Ideo fu l'unico a salvarsi, mentre Fegeo venne ucciso da Diomede, e gli altri due caddero per mano di Achille. Tornando ad Agamennone, egli è ricordato nell'Iliade anche quale uccisore di Oileo, compagno e cocchiere del troiano Bienore, anch'esso vittima del comandante supremo degli Achei.
L'auriga del re paflagone Pilemene, di nome Midone, fu ucciso da Antiloco, che in seguito eliminò anche il cocchiere (innominato) di Asio, caduto poco prima sotto i colpi di Idomeneo. Fedele auriga del giovane Assilo, nobile di Arisbe, fu il suo servo Calesio, e i due scesero insieme nell'oltretomba, uccisi da Diomede. Il bellissimo Molione, che per il re asiatico Timbreo faceva sia da cocchiere sia da scudiero, fu colpito a morte da Odisseo subito dopo l'uccisione del suo signore per mano di Diomede.
Trasidemo, auriga del re licio Sarpedonte, cadde per mano di Patroclo, che poi uccise anche il sovrano. Altri due cocchieri, Ippodamante e Areitoo, vennero trafitti dalle lance di Achille, al pari dei loro signori, il troiano Demoleonte e Rigmo, il giovane trace figlio di Piroo.
In alcuni passaggi del poema qualche condottiero si ritrova eccezionalmente a fare da auriga a un suo pari: per esempio nel quinto libro, dove è detto che Pandaro salì sul cocchio di Enea, venendo ucciso proprio in quell'occasione per opera di Diomede, mentre Enea scampò alla morte per la protezione della madre Afrodite. Omero ricorda poi i fratelli Adrasto e Anfio, vittime entrambi di Diomede; sovrani di due città della Troade, stavano sullo stesso carro, da cui si evince che l'uno facesse da auriga all'altro.
Decisamente più fortunati i cocchieri dei capi greci. L'auriga di Achille e di suo figlio Neottolemo, Automedonte,  dopo la presa di Troia fece un rapido ritorno a casa. Il nome di questo personaggio è diventato sinonimo di cocchiere. Anche l'auriga di Diomede, Stenelo, tornò sano e salvo in patria.

### Nell'Eneide
A parte Automedonte, personaggio presente nel secondo libro del poema ma derivato dall'Iliade, gli aurighi di cui parla Virgilio figurano tutti nei canti dedicati alla guerra troiano-italica:
- Metisco (libro XII), guidatore del carro di Turno. Sopravvive al suo re.
- Ligeri (libri IX e X), auriga di Lucago, suo fratello. Entrambi vengono uccisi da Enea.
- il ragazzo - innominato - che fa da cocchiere al giovane condottiero rutulo Remo (libro IX). I due verranno assassinati da Niso nel sonno.[5]
- vi è infine la figura di Aleso (libri VII e X)[6]che viene ucciso in combattimento da Pallante.

### In altri testi
La tragedia pseudo-euripidea Reso è l'unica opera letteraria della classicità in cui appare l'innominato auriga del protagonista, il noto semidio e re di Tracia presente già nell'Iliade. Il pittore Corrado Giaquinto inserì entrambi i personaggi nel dipinto Ulisse e Diomede nella tenda di Reso, ispirato appunto al testo teatrale.

## Astronomia
Esiste una costellazione chiamata Auriga, derivante dalla mitologia greca, rappresenta da una persona che porta in braccio una capretta e che tiene in mano una frusta oppure briglie. L'immagine forse deriva dal mito di Zeus e della capra Amaltea.